# クァク・ユンソプ
クァク・ユンソプ（郭 允燮、곽윤섭、Kwak Yun Seob、1976年8月27日 - ）は、韓国の男性キックボクサー、総合格闘家。ソウル出身。K&Jプロモーション所属。クァク・ユン・ソブとも表記される。

## 来歴
格闘技歴はハプキドー、キックボクシングで、キックボクシングの韓国ヘビー級王者。日本では新日本キックボクシング協会興行などに出場。
2004年11月7日、パンクラスで三浦広光と対戦し、マウントパンチでTKO負け。
2005年11月5日、HERO'S韓国大会で大山峻護と対戦し、アキレス腱固めで一本負け。体重超過で失格となったホ・ソンジンの代役として急遽出場となった。

## 戦績

### 総合格闘技
| 総合格闘技 戦績 | 総合格闘技 戦績 | 総合格闘技 戦績 | 総合格闘技 戦績 | 総合格闘技 戦績 | 総合格闘技 戦績 | 総合格闘技 戦績 |
| --------------- | --------------- | --------------- | --------------- | --------------- | --------------- | --------------- |
| 4 試合          | (T)KO           | 一本            | 判定            | その他          | 引き分け        | 無効試合        |
| 1 勝            | 0               | 1               | 0               | 0               | 0               | 0               |
| 3 敗            | 1               | 2               | 0               | 0               | 0               | 0               |

| 勝敗 | 対戦相手           | 試合結果                      | 大会名                   | 開催年月日     |
| ×    | 大山峻護           | 1R 1:14 アキレス腱固め        | HERO'S 2005 in SEOUL     | 2005年11月5日  |
| ×    | 三浦広光           | 1R 0:54 TKO（マウントパンチ） | PANCRASE 2004 BRAVE TOUR | 2004年11月7日  |
| ×    | 渡辺大介           | 1R 0:47 チョークスリーパー    | Neo Fight 2 【2回戦】    | 2003年12月20日 |
| ○    | オー・ジン・チュル | 1R 3:38 チョークスリーパー    | Neo Fight 2 【1回戦】    | 2003年12月20日 |

### キックボクシング
| 勝敗 | 対戦相手                 | 試合結果                   | 大会名                                                                      | 開催年月日     |
| ×    | 内田ノボル               | 2R 2:37 KO                 | 新日本キックボクシング協会「MAGNUM 9」                                      | 2005年10月23日 |
| ×    | ネイサン・コーベット     | 1R KO（膝蹴り）            | XPLOSION SUPER FIGHT 11 - HONG KONG 【IMF世界ライトヘビー級タイトルマッチ】 | 2005年9月9日   |
| ×    | ポール・スロウィンスキー | 2R 0:38 KO（左ローキック） | 新日本キックボクシング協会「TITANS 2nd」                                    | 2005年8月22日  |
| ×    | セルゲイ・グール         | 1R KO                      | 不明                                                                        | 2003年8月16日  |